# High School (film, 1968)
Pour les articles homonymes, voir High school.
Série
High School II
(1994)
Pour plus de détails, voir Fiche technique et Distribution.
High School est un documentaire américain réalisé par Frederick Wiseman, sorti en 1968.

## Synopsis
Pendant cinq semaines, entre mars et avril 1968, le cinéaste a suivi plusieurs groupes de lycéens à la Northeast High School, un lycée de la ville de Philadelphie. L'idéologie et les valeurs de l'institution transparaissent à travers une série de rencontres entre les professeurs, les parents, les étudiants et les dirigeants de l'école. Le documentaire met en avant les caractéristiques conservatrices, la discipline, et le conformisme de l'enseignement apporté aux élèves.

## Fiche technique
- Titre original et francophone : High School
- Réalisation et montage : Frederick Wiseman
- Directeur de la photographie : Richard Leiterman
- Production : Osti Productions
- Durée : 75 minutes
- Dates de sortie :
  - États-Unis : 13 novembre 1968[3]